# 江岛杯殖吸虫
江岛杯殖吸虫（学名：Calicophoron ijimai）为同盘科杯殖属的动物。分布于日本以及中国大陆的广东等地，营寄生生活，宿主黄牛以及寄生于瘤胃。